# Tomer Tzarfati
Tomer Tzarfati (hebreo: תומר צרפתי; Pardes Hanna-Karkur, Israel, 16 de octubre de 2003) es un futbolista israelí que juega como portero en el Maccabi Netanya F. C. de la Liga Premier de Israel.

## Estadísticas

### Clubes
Actualizado al último partido disputado el 7 de mayo de 2023.
| Maccabi Netanya F. C. Israel          | 1.ª           | 2022-23       | 1 | 1 | 0 | 0 | 0 | 0 | 1 | 1 |
| Maccabi Netanya F. C. Israel          | 1.ª           | 2023-24       | 0 | 0 | 0 | 0 | ― | ― | 0 | 0 |
| Maccabi Netanya F. C. Israel          | Total club    | Total club    | 1 | 1 | 0 | 0 | 0 | 0 | 1 | 1 |
| Total carrera                         | Total carrera | Total carrera | 1 | 1 | 0 | 0 | 0 | 0 | 1 | 1 |
| (1) Hace referencia a goles encajados |               |               |   |   |   |   |   |   |   |   |